# Saemundssonia gaini
Saemundssonia gaini är en insektsart som först beskrevs av Neumann 1913.  Saemundssonia gaini ingår i släktet Saemundssonia och familjen fjäderlöss. Inga underarter finns listade i Catalogue of Life.